# Secretaria d'Estat per a les Administracions Territorials
La Secretaria d'Estat per a les Administracions Territorials va ser una secretaria d'estat dependent del Ministeri d'Administracions Públiques d'Espanya que s'encarregava de dirigir, impulsar i gestionar les atribucions del ministeri relatives al desenvolupament de la política autonòmica.

## Funcions
Les funcions són les següents:
- Cooperació de l'Administració General de l'Estat amb les administracions territorials.
- Integrar la informació relativa a les comunitats autònomes i corporacions locals.
- Fer seguiment de les actuacions de les distintes administracions públiques.
- Direcció dels centres que depenen d'aquesta secretaria.

## Organització
Està format per centres directius més un gabinet amb rang de subdirecció general.

### Direcció General de Cooperació Autonòmica
S'encarrega dels assumptes relatius a les comunitats autònomes, ocupant-se de la col·laboració amb aquestes.
Depenen d'aquesta direcció general les següents unitats: Subdirecció General de Cooperació Sectorial amb Comunitats Autònomes, Subdirecció General de Cooperació Bilateral amb Comunitats Autònomes i la Subdirecció General de Cooperació amb l'Administració Local.

### Direcció General per a l'Administració Local
S'encarrega de fer seguiment de les disposicions i actes de les comunitats autònomes en relació amb les competències distribuïdes per la Constitució, elaborar estudis i informes sobre aquest seguiment, fer seguiment de la documentació jurídica territorial i resolució dels assumptes de les entitats locals, la gestió del Registre d'Entitats Locals i estudiar i avaluar els programes de cooperació econòmica local de l'Estat.
Depenen d'aquesta direcció general les següents unitats: la Subdirecció General de Coordinació i Seguiment Normatiu, Subdirecció General de Règim Jurídic Local, Subdirecció General d'Informació i Seguiment Econòmic i Territorial i Subdirecció General d'Anàlisi Econòmic d'Entitats Locals.